# Milan Báchorek
Milan Báchorek (* 18. srpna 1939 Staříč, okres Frýdek-Místek) je český hudební skladatel, pedagog a sbormistr.

## Život
Milan Báchorek se narodil ve Staříčí u Frýdku-Místku. Studoval na gymnáziu v Ostravě a hru na klavír u Milady Šlachtové na Vyšší hudební pedagogické škole v Ostravě (dnešní Janáčkova konzervatoř). Pokračoval studiem skladby u Miroslava Klegy. Od roku 1960 působil jako učitel hudby na Lidové škole umění ve Frenštátě pod Radhoštěm v roce 1967 se stal učitelem hudebně teoretických předmětů (později i skladby) na Konzervatoři v Ostravě. V roce 1992 se stal jejím ředitelem.
Vedle pedagogické a skladatelské činnosti byl Báchorek sbormistrem řady amatérských sborů a organizátorem hudebního života Severomoravského kraje. Přispíval do regionálního i hudebního odborného tisku, připravoval rozhlasové pořady a stal se členem mnoha organizačních výborů a porot v oblasti hudebního života (předseda a organizátor celostátní skladatelské soutěže pro mladé autory do třiceti let Generace, člen festivalových výborů Janáčkova hudebního Lašska, Janáčkova máje, Janáčkových Hukvald, Hudební současnosti aj.). Byl tajemníkem ostravské krajské pobočky Svazu českých skladatelů a koncertních umělců, předsedou Tvůrčího centra Ostrava a členem rady Asociace hudebních umělců a vědců.
Ve svém díle vyšel z děl klasiků 20. století a folklórního odkazu svého rodného kraje. Později se jeho kompoziční styl obohatil vlivem skladatelů tzv. Nové hudby (Ritornello per orchestra, 1969). Za cyklus tří vokálně symfonických skladeb z let 1973-1987 (Lidice, Sterefonietta a Hukvaldská poéma) získal v roce 1973 cenu Českého a Slovenského hudebního fondu. Violoncellový koncert byl odměněn výroční cenou Svazu českých skladatelů a koncertních umělců za rok 1991. Rovněž cyklus dětských sborů Malá večerní hudba byl v roce 1983 odměněn cenou SČSKU.

## Dílo

### Komorní skladby
- Sonatina pro flétnu a klavír, 1964, úprava pro kvarteto příčných fléten (2 sopránové, 1 altová, 1 basová, 2001);
- Epigramy pro sólový klarinet (basklarinet), 1971;
- Dialogy pro dvě violy, 1973–74;
- Tři scény pro hoboj a klavír, 1977;
- Hudba pro žesťové kvinteto, 1979;)
- Radovánky pro zobcovou flétnu a klavír, 1979;
- Duo pro housle a klavír, 1979;
- Šest capriccií pro sólový fagot, 1981;
- Capriccietti pro tři flétny, 1982;
- Episodi per accordion, 1983;
- Inspirace pro pět, 1984;
- Trio (epizody) pro hoboj, klarinet a fagot, 1985;
- Duo pro violoncello a klavír, 1987;
- Tři věty pro klarinet a klavír, 1989;
- Preludium, Chanson a Burlesca pro flétnu a klavír, 1989;
- Muzikantské zálety pro flétnu, housle, violu a violoncello, 1989;
- Ozvěny ticha. Smyčcový kvartet, 2001.

### Orchestrální skladby
- Dramatická předehra pro orchestr, 1965, přepracováno pro dechovou harmonii, 1998;
- Fantasia da camera pro flétnu, klarinet, fagot a smyčcový orchestr, 1966;
- Ritornello per orchestra, 1969;
- Tři scény pro hoboj a smyčce, 1982;
- Concerto piccolo per violoncello ed archi, 1991;
- Rozmanitosti pro smyčce, 1992;
- Konfrontace pro housle, komorní smyčce a cembalo, 1998.

### Díla vokálně symfonická
- Lidice. Melodramatický obraz pro sóla, recitátory, mužský a ženský sbor, bicí nástroje a orchestr podle Heinovských nocí Karla Šiktance, 1973;
- Stereofonietta pro soprán, baryton, bicí nástroje, varhany a dva orchestry na slova Vatjo Rakovského, 1977;
- Hukvaldská poéma pro soprán, tenor, baryton, dětský sbor, ženský sbor a velký orchestr na slova Karla Vůjtka, 1987;
- Balada na slova lidové poezie pro soprán, baryton sólo, ženský sbor a třináct dechových nástrojů, 1995;
- Andante amoroso I., II., III. Malá kantáta pro ženský sbor a orchestr na slova Františka Navary, 2002.

### Díla vokální
- Modrá. Malá suita pro dětský sbor s průvodem klavíru na slova Františka Hrubína, 1963;
- Ztracená milá - smíšený sbor a capella, 1966;
- Hezký Janek - smíšený sbor a capella, 1969;
- Balada na slova lidové poezie pro sólo soprán, recitátora, ženský (dívčí) sbor s průvodem flétny, violy a klavíru 1970, v r. 1995 přepracováno jako kantáta;
- Klasy. Tři mužské sbory na slova Jiřího Wolkera pro sólo tenor, recitaci, vibrafon a zvony, 1975;
- Píseň domova. Malá kantáta pro baryton, smíšený sbor, klarinet, housle, violoncello a klavír na slova Zbyška Malého, 1976;
- Sláviček, lyrická píseň pro soprán, dívčí sbor, hoboj (flétnu) a violoncello na slovenský lidový text, 1980;
- Malá večerní hudba pro dětský sbor s průvodem flétny na slova Františka Navary, 1981;
- Ke staré Lysé. Tři smíšené sbory na slova Metoděje Jahna, 1982;
- Frenštátská vonička písní, 1982, úprava pro ženský sbor, sopránovou a altovou zobcovou flétnu, bicí nástroje a klavír, 1988;
- Hradba. Mužský sbor a capella na slova Nicholase Guilléna, 1985;
- Omluvenky pro žáky poškoláky. Dětské sbory s recitací a s doprovodem celesty, čtyřručního klavíru, dětských hraček a bicích nástrojů;
- Andante amoroso. Tři ženské sbory na slova Františka Navary, 1985, přepracováno 2002 jako kantáta;
- Svět se točí. Písně pro dětský sbor a klavír na slova Františka Navary, 1988;
- Pohled na domovinu. Tři mužské sbory a capella na slova Františka Halase, 1989;
- Cesta světla. Smíšený sbor a capella na slova Lydie Romanské, 1989;
- Sypu, sypu smíšky. Dětské sbory a capella na slova Karla Vůjtka, 1989:;
- Loutna česká – Adam Michna z Otradovic. Výběr a úprava pro sólo soprán, alt, ženský sbor, sopránovou a altovou zobcovou flétnu a continuo;
- Tři písně z Molierova Tartuffa pro vokální kvartet, 1999;
- Melodramatické imprese na haiku Jaromíra Brabence pro dva recitátory a tři hráče na flétnu, harfu, vibrafon a bicí nástroje, 2002.

### Scénická hudba
- Georg Büchner: Vojcek, 1986, Divadlo P. Bezruče Ostrava
- Alois a Vilém Mrštíkové: Maryša, 1993, DPB Ostrava
- Michel de Ghelderode: Barabáš, 1993, DPB Ostrava
- Taidžun Takeda: Světélkující mech, 1994, DPB Ostrava
- Edward Albee: Tři velké ženy, 1994, DPB Ostrava
- Jean Giraudoux: Dovětek k cestě kapitána Cooka, 1995, DBP Ostrava
- Eugene O'Neill: Cesta dlouhého dne do noci, 1995, Divadlo J. Myrona Ostrava
- Janusz Głowacki: Antigona v New Yorku, 1995 Divadlo Pod Palmovkou Praha, DPB Ostrava
- Luboš Balák: Musulman, 1996, DPB Ostrava
- William Shakespeare: Hamlet, 1997, Bialsko – Biala, Polsko
- Nikolaj Vasiljevič Gogol: Revizor, 1998, Moravské divadlo Olomouc
- Molière: Tartuffe 1999, DPB Ostrava